# سباق سيراتزيت تشالنج للسيدات 2023
سباق سيراتزيت تشالنج للسيدات 2023 هو سباق دراجات هوائية من فئة  1.1، وهو الموسم التاسع من سباق سيراتزيت تشالنج، وأقيم خلال الفترة من 1 مايو 2023، وحتى 7 مايو 2023 ضمن سباقات طواف العالم للدراجات للسيدات 2023، وشارك فيه  160 متسابقاً ووصل إلى نهايته  127 متسابقاً.
فاز بالمركز الأول أنيميك فان فليوتن، وفاز بالمركز الثاني، وتصدر تصنيف طواف العالم ديمي فوليرينغ، وفاز بالمركز الثالث وفي تصنيف الجبال Gaia Realini ‏، وفاز في ترتيب الفرق يو أي أيه تيم 2023 ‏، وفاز في ترتيب النقاط ماريان فوس.

## الفرق
| فرق سيدات عالمية (12)- كانيون–إس آر إيه إم ريسينغ 2023 ‏ - فريق سنويب للسيدات ‏ - EF Education–Tibco–SVB ‏ - FDJ–Suez ‏ - فريق كوجياس ميتلر لوك برو للدراجات ‏ - جامبو فيسما للسيدات ‏ - ليف ريسينغ ‏ - موفيستار للسيدات ‏ - Liv AlUla Jayco ‏ - إس دي وركس 2023 ‏ - Lidl–Trek (women's team) ‏ - يو أي أيه تيم 2023 ‏ فرق دراجات قارية سيدات (11)- بيبينك ‏ - بيزكايا دورانجو ‏ - تيم كوب هايتك بوردكتس ‏ - انيكات سايكلنج تيم ‏ - فرتو-بي تي سي ‏ - لابورال كوتكسا-فونداسيون يوسكادي 2023 ‏ - ماسي تكتيك تيم للسيدات ‏ - ريو مييرا - كانتابريا ديبورتي ‏ - Soltec Team ‏ - سوبيلا ومنز تيم ‏ - St. Michel–Preference Home–Auber93 (women's team) ‏ |  |
| |  |

## المراحل
| قائمة المراحل | قائمة المراحل | قائمة المراحل                        | قائمة المراحل          | قائمة المراحل | قائمة المراحل        | قائمة المراحل     |
| المرحلة       | التاريخ       | الدورة                               |                        | المسافة (كم)  | الفائز بالمرحلة      | القائد العام      |
| ------------- | ------------- | ------------------------------------ | ---------------------- | ------------- | -------------------- | ----------------- |
| المرحلة 1     | 1 مايو        | توريفايجا – توريفايجا                | مرحلة سباق الزمن للفرق | 14٫5          | جامبو فيسما للسيدات ‏ | آنا هندرسون       |
| المرحلة 2     | 2 مايو        | أوريولة – بايلار دي لا هورادادا      | مرحلة مستوية           | 105٫8         | Charlotte Kool ‏      | ماريان فوس        |
| المرحلة 3     | 3 مايو        | إلتشي دي لا سييرا – لا رودا          | مرحلة مستوية           | 157٫8         | ماريان فوس           | ماريان فوس        |
| المرحلة 4     | 4 مايو        | قونكة – وادي الحجارة                 | مرحلة مستوية           | 133٫1         | ماريان فوس           | ماريان فوس        |
| المرحلة 5     | 5 مايو        | لا كابريرا – Riaza ‏                  | مرحلة جبلية            | 129٫5         | ديمي فوليرينغ        | ديمي فوليرينغ     |
| المرحلة 6     | 6 مايو        | كاسترو أورديالس – لاريدو، كانتابريا  | مرحلة متوسطة           | 106٫1         | Gaia Realini ‏        | أنيميك فان فليوتن |
| المرحلة 7     | 7 مايو        | La Pola Siero ‏ – Lakes of Covadonga ‏ | مرحلة جبلية            | 93٫7          | ديمي فوليرينغ        | أنيميك فان فليوتن |

## النتيجة

### مرحلة 1
هي مرحلة من نوع سباق الزمن على الطريق للفرق، أقيمت في 1 مايو 2023، وامتدّت لمسافة 14.5 كيلومتر. فاز بالمركز الأول، وتصدر ترتيب الفرق 2023 Jumbo-Visma Women ‏، وتصدر تصنيف القتال ريجان ماركوس، وتصدر الترتيب العام في نهاية المرحلة آنا هندرسون.
| التصنيف العام | التصنيف العام             | التصنيف العام             | التصنيف العام | التصنيف العام |
| المتسابقة     | المتسابقة                 | الفريق                    | الوقت         |               |
| ------------- | ------------------------- | ------------------------- | ------------- | ------------- |
| 1             | آنا هندرسون               | جامبو فيسما للسيدات ‏      | 18 د 03 ث     |               |
| 2             | Amber Kraak ‏              | جامبو فيسما للسيدات ‏      | + 0 ث         |               |
| 3             | ماريان فوس                | جامبو فيسما للسيدات ‏      | + 0 ث         |               |
| 4             | ريجان ماركوس              | جامبو فيسما للسيدات ‏      | + 0 ث         |               |
| 5             | كلو ديجيرت                | كانيون–إس آر إيه إم ‏      | + 1 ث         |               |
| 6             | Agnieszka Skalniak-Sójka ‏ | كانيون–إس آر إيه إم ‏      | + 1 ث         |               |
| 7             | Katarzyna Niewiadoma      | كانيون–إس آر إيه إم ‏      | + 1 ث         |               |
| 8             | Elise Chabbey ‏            | كانيون–إس آر إيه إم ‏      | + 1 ث         |               |
| 9             | Ricarda Bauernfeind ‏      | كانيون–إس آر إيه إم ‏      | + 1 ث         |               |
| 10            | Lizzie Deignan            | Lidl–Trek (women's team) ‏ | + 9 ث         |               |
|               |                           |                           |               |               |
|               |                           |                           |               |               |

### مرحلة 2
هي مرحلة مستوية، أقيمت في 2 مايو 2023، وامتدّت لمسافة 105.8 كيلومتر. فاز بالمركز الأول، وتصدر ترتيب النقاط Charlotte Kool ‏، وتصدر ترتيب الفرق 2023 Jumbo-Visma Women ‏، وتصدر الترتيب العام في نهاية المرحلة ماريان فوس، وتصدر ترتيب التسلق جادي فيل، وتصدر تصنيف القتال Yurani Blanco ‏.
| التصنيف العام | التصنيف العام             | التصنيف العام             | التصنيف العام | التصنيف العام |
| المتسابقة     | المتسابقة                 | الفريق                    | الوقت         |               |
| ------------- | ------------------------- | ------------------------- | ------------- | ------------- |
| 1             | ماريان فوس                | جامبو فيسما للسيدات ‏      | 2 س 59 د 24 ث |               |
| 2             | كلو ديجيرت                | كانيون–إس آر إيه إم ‏      | + 1 ث         |               |
| 3             | ريجان ماركوس              | جامبو فيسما للسيدات ‏      | + 2 ث         |               |
| 4             | آنا هندرسون               | جامبو فيسما للسيدات ‏      | + 6 ث         |               |
| 5             | Amber Kraak ‏              | جامبو فيسما للسيدات ‏      | + 6 ث         |               |
| 6             | Katarzyna Niewiadoma      | كانيون–إس آر إيه إم ‏      | + 7 ث         |               |
| 7             | Elise Chabbey ‏            | كانيون–إس آر إيه إم ‏      | + 7 ث         |               |
| 8             | Ricarda Bauernfeind ‏      | كانيون–إس آر إيه إم ‏      | + 7 ث         |               |
| 9             | Agnieszka Skalniak-Sójka ‏ | كانيون–إس آر إيه إم ‏      | + 7 ث         |               |
| 10            | أماندا سبرات              | Lidl–Trek (women's team) ‏ | + 15 ث        |               |
|               |                           |                           |               |               |
|               |                           |                           |               |               |

### مرحلة 3
هي مرحلة مستوية، أقيمت في 3 مايو 2023، وامتدّت لمسافة 157.8 كيلومتر. فاز بالمركز الأول، وتصدر الترتيب العام في نهاية المرحلة وترتيب النقاط ماريان فوس، وتصدر ترتيب الفرق 2023 Jumbo-Visma Women ‏، وتصدر ترتيب التسلق جادي فيل، وتصدر تصنيف القتال Alba Teruel Ribes ‏.
| التصنيف العام | التصنيف العام        | التصنيف العام        | التصنيف العام | التصنيف العام |
| المتسابقة     | المتسابقة            | الفريق               | الوقت         |               |
| ------------- | -------------------- | -------------------- | ------------- | ------------- |
| 1             | ماريان فوس           | جامبو فيسما للسيدات ‏ | 6 س 26 د 46 ث |               |
| 2             | كلو ديجيرت           | كانيون–إس آر إيه إم ‏ | + 13 ث        |               |
| 3             | ريجان ماركوس         | جامبو فيسما للسيدات ‏ | + 14 ث        |               |
| 4             | آنا هندرسون          | جامبو فيسما للسيدات ‏ | + 22 ث        |               |
| 5             | Amber Kraak ‏         | جامبو فيسما للسيدات ‏ | + 22 ث        |               |
| 6             | Elise Chabbey ‏       | كانيون–إس آر إيه إم ‏ | + 23 ث        |               |
| 7             | Katarzyna Niewiadoma | كانيون–إس آر إيه إم ‏ | + 23 ث        |               |
| 8             | ليان ليبرت           | موفيستار للسيدات ‏    | + 32 ث        |               |
| 9             | Emma Norsgaard       | موفيستار للسيدات ‏    | + 34 ث        |               |
| 10            | أنيميك فان فليوتن    | موفيستار للسيدات ‏    | + 34 ث        |               |
|               |                      |                      |               |               |
|               |                      |                      |               |               |

### مرحلة 4
هي مرحلة مستوية، أقيمت في 4 مايو 2023، وامتدّت لمسافة 133.1 كيلومتر. فاز بالمركز الأول، وتصدر ترتيب النقاط والترتيب العام في نهاية المرحلة ماريان فوس، وتصدر تصنيف القتال آنا كيزنهوفر، وتصدر ترتيب الفرق 2023 Jumbo-Visma Women ‏، وتصدر ترتيب التسلق Elise Chabbey ‏.
| التصنيف العام | التصنيف العام        | التصنيف العام        | التصنيف العام | التصنيف العام |
| المتسابقة     | المتسابقة            | الفريق               | الوقت         |               |
| ------------- | -------------------- | -------------------- | ------------- | ------------- |
| 1             | ماريان فوس           | جامبو فيسما للسيدات ‏ | 9 س 52 د 58 ث |               |
| 2             | كلو ديجيرت           | كانيون–إس آر إيه إم ‏ | + 25 ث        |               |
| 3             | ريجان ماركوس         | جامبو فيسما للسيدات ‏ | + 26 ث        |               |
| 4             | Amber Kraak ‏         | جامبو فيسما للسيدات ‏ | + 34 ث        |               |
| 5             | Elise Chabbey ‏       | كانيون–إس آر إيه إم ‏ | + 35 ث        |               |
| 6             | Katarzyna Niewiadoma | كانيون–إس آر إيه إم ‏ | + 35 ث        |               |
| 7             | Emma Norsgaard       | موفيستار للسيدات ‏    | + 40 ث        |               |
| 8             | مارلين رويسر         | إس دي وركس ‏          | + 44 ث        |               |
| 9             | ليان ليبرت           | موفيستار للسيدات ‏    | + 44 ث        |               |
| 10            | أنيميك فان فليوتن    | موفيستار للسيدات ‏    | + 46 ث        |               |
|               |                      |                      |               |               |
|               |                      |                      |               |               |

### مرحلة 5
هي مرحلة جبلية، أقيمت في 5 مايو 2023، وامتدّت لمسافة 129.5 كيلومتر. فاز بالمركز الأول، وتصدر الترتيب العام في نهاية المرحلة ديمي فوليرينغ، وتصدر ترتيب التسلق Elise Chabbey ‏، وتصدر تصنيف القتال أني سانستيبان، وتصدر ترتيب الفرق كانيون–إس آر إيه إم ريسينغ 2023 ‏، وتصدر ترتيب النقاط ماريان فوس.
| التصنيف العام | التصنيف العام            | التصنيف العام        | التصنيف العام  | التصنيف العام |
| المتسابقة     | المتسابقة                | الفريق               | الوقت          |               |
| ------------- | ------------------------ | -------------------- | -------------- | ------------- |
| 1             | ديمي فوليرينغ            | إس دي وركس ‏          | 13 س 27 د 01 ث |               |
| 2             | أنيميك فان فليوتن        | موفيستار للسيدات ‏    | + 5 ث          |               |
| 3             | ريجان ماركوس             | جامبو فيسما للسيدات ‏ | + 12 ث         |               |
| 4             | Elise Chabbey ‏           | كانيون–إس آر إيه إم ‏ | + 27 ث         |               |
| 5             | جولييت لابوس             | فريق سنويب للسيدات ‏  | + 51 ث         |               |
| 6             | مارلين رويسر             | إس دي وركس ‏          | + 1 د 00 ث     |               |
| 7             | Olivia Baril ‏            | يو أي أيه تيم ‏       | + 1 د 09 ث     |               |
| 8             | Katarzyna Niewiadoma     | كانيون–إس آر إيه إم ‏ | + 1 د 27 ث     |               |
| 9             | مارغريتا فيكتوريا غارسيا | ليف ريسينغ ‏          | + 1 د 28 ث     |               |
| 10            | إيريكا ماجندي            | يو أي أيه تيم ‏       | + 1 د 28 ث     |               |
|               |                          |                      |                |               |
|               |                          |                      |                |               |

### مرحلة 6
هي مرحلة جبلية متوسطة، أقيمت في 6 مايو 2023، وامتدّت لمسافة 106.1 كيلومتر. فاز بالمركز الأول، وتصدر تصنيف القتال Gaia Realini ‏، وتصدر الترتيب العام في نهاية المرحلة وترتيب التسلق أنيميك فان فليوتن، وتصدر ترتيب الفرق يو أي أيه تيم 2023 ‏، وتصدر ترتيب النقاط ماريان فوس.
| التصنيف العام | التصنيف العام            | التصنيف العام        | التصنيف العام  | التصنيف العام |
| المتسابقة     | المتسابقة                | الفريق               | الوقت          |               |
| ------------- | ------------------------ | -------------------- | -------------- | ------------- |
| 1             | أنيميك فان فليوتن        | موفيستار للسيدات ‏    | 16 س 16 د 17 ث |               |
| 2             | ديمي فوليرينغ            | إس دي وركس ‏          | + 1 د 11 ث     |               |
| 3             | ريجان ماركوس             | جامبو فيسما للسيدات ‏ | + 1 د 23 ث     |               |
| 4             | جولييت لابوس             | فريق سنويب للسيدات ‏  | + 1 د 58 ث     |               |
| 5             | مارلين رويسر             | إس دي وركس ‏          | + 2 د 11 ث     |               |
| 6             | Olivia Baril ‏            | يو أي أيه تيم ‏       | + 2 د 18 ث     |               |
| 7             | Katarzyna Niewiadoma     | كانيون–إس آر إيه إم ‏ | + 2 د 38 ث     |               |
| 8             | مارغريتا فيكتوريا غارسيا | ليف ريسينغ ‏          | + 2 د 39 ث     |               |
| 9             | إيريكا ماجندي            | يو أي أيه تيم ‏       | + 2 د 39 ث     |               |
| 10            | Ricarda Bauernfeind ‏     | كانيون–إس آر إيه إم ‏ | + 2 د 45 ث     |               |
|               |                          |                      |                |               |
|               |                          |                      |                |               |

### مرحلة 7
هي مرحلة جبلية، أقيمت في 7 مايو 2023، وامتدّت لمسافة 93.7 كيلومتر. فاز بالمركز الأول ديمي فوليرينغ، وتصدر ترتيب الفرق يو أي أيه تيم 2023 ‏، وتصدر الترتيب العام في نهاية المرحلة أنيميك فان فليوتن، وتصدر ترتيب التسلق Gaia Realini ‏، وتصدر تصنيف القتال وترتيب النقاط ماريان فوس.

## المشاركون
| موفيستار للسيدات ‏ MOV | موفيستار للسيدات ‏ MOV    | موفيستار للسيدات ‏ MOV |
| --------------------- | ------------------------ | --------------------- |
| م                     | عداء                     | مرتبة                 |
| 1                     | أود بيانيك               | 84                    |
| 2                     | Emma Norsgaard           | 73                    |
| 3                     | ليان ليبرت (طريق)        | 21                    |
| 4                     | فلورتجي ماكايج           | 62                    |
| 5                     | Lourdes Oyarbide ‏        | 102                   |
| 6                     | Paula Patiño ‏            | 34                    |
| 7                     | أنيميك فان فليوتن (طريق) | 1                     |

| إس دي وركس ‏ SDW | إس دي وركس ‏ SDW     | إس دي وركس ‏ SDW |
| --------------- | ------------------- | --------------- |
| م               | عداء                | مرتبة           |
| 11              | Niamh Fisher-Black ‏ | 20              |
| 12              | فيمكا ماركوس        | 91              |
| 13              | مارلين رويسر        | 23              |
| 14              | Marie Schreiber ‏    | 94              |
| 15              | إيلينا سيتشيني      | 78              |
| 16              | Blanka Vas ‏ (طريق)  | 75              |
| 17              | ديمي فوليرينغ       | 2               |

| Lidl–Trek (women's team) ‏ TFS | Lidl–Trek (women's team) ‏ TFS | Lidl–Trek (women's team) ‏ TFS |
| ----------------------------- | ----------------------------- | ----------------------------- |
| م                             | عداء                          | مرتبة                         |
| 21                            | Elynor Bäckstedt ‏             | 115                           |
| 22                            | ليزا كلاين                    | 106                           |
| 23                            | Lizzie Deignan                | 47                            |
| 24                            | Ilaria Sanguineti ‏            | 118                           |
| 25                            | Gaia Realini ‏                 | 3                             |
| 26                            | أماندا سبرات                  | 11                            |
| 27                            | تايلر وايلز                   | 104                           |

| كانيون–إس آر إيه إم ‏ CSR | كانيون–إس آر إيه إم ‏ CSR  | كانيون–إس آر إيه إم ‏ CSR |
| ------------------------ | ------------------------- | ------------------------ |
| م                        | عداء                      | مرتبة                    |
| 31                       | Ricarda Bauernfeind ‏      | 5                        |
| 32                       | Elise Chabbey ‏            | 24                       |
| 33                       | كلو ديجيرت                | لم يبدأ-6                |
| 34                       | كاتارزينا نيفيادوما       | 10                       |
| 35                       | Pauliena Rooijakkers ‏     | 51                       |
| 36                       | Agnieszka Skalniak-Sójka ‏ | 55                       |
| 37                       | Alice Towers ‏ (طريق)      | 35                       |

| FDJ–Suez ‏ FST | FDJ–Suez ‏ FST   | FDJ–Suez ‏ FST |
| ------------- | --------------- | ------------- |
| م             | عداء            | مرتبة         |
| 41            | Loes Adegeest ‏  | 14            |
| 42            | مارتا كافالي    | 13            |
| 43            | Clara Copponi ‏  | 88            |
| 44            | Marie Le Net ‏   | 71            |
| 45            | Évita Muzic ‏    | 6             |
| 46            | غلاديس فيرهلست ‏ | 69            |
| 47            | جادي فيل        | 32            |

| يو أي أيه تيم ‏ UAD | يو أي أيه تيم ‏ UAD  | يو أي أيه تيم ‏ UAD |
| ------------------ | ------------------- | ------------------ |
| م                  | عداء                | مرتبة              |
| 51                 | Karolina Kumięga ‏   | 100                |
| 52                 | Olivia Baril ‏       | 19                 |
| 53                 | يوجينة بوجاك (طريق) | 76                 |
| 54                 | Mikayla Harvey ‏     | 48                 |
| 55                 | Alena Ivanchenko ‏   | 25                 |
| 56                 | إيريكا ماجندي       | 8                  |
| 57                 | Silvia Persico ‏     | 12                 |

| فريق سنويب للسيدات ‏ DSM | فريق سنويب للسيدات ‏ DSM | فريق سنويب للسيدات ‏ DSM |
| ----------------------- | ----------------------- | ----------------------- |
| م                       | عداء                    | مرتبة                   |
| 61                      | Francesca Barale ‏       | 41                      |
| 62                      | Léa Curinier ‏           | 45                      |
| 63                      | Charlotte Kool ‏         | لم يكمل السباق-4        |
| 64                      | جولييت لابوس            | 7                       |
| 65                      | Esmée Peperkamp ‏        | 16                      |
| 66                      | Maeve Plouffe ‏          | 123                     |
| 67                      | Elise Uijen ‏            | 44                      |

| EF Education–Tibco–SVB ‏ TIB | EF Education–Tibco–SVB ‏ TIB | EF Education–Tibco–SVB ‏ TIB |
| --------------------------- | --------------------------- | --------------------------- |
| م                           | عداء                        | مرتبة                       |
| 71                          | Femke Beuling ‏              | 127                         |
| 73                          | Veronica Ewers ‏             | 17                          |
| 74                          | Kathrin Hammes ‏             | 52                          |
| 75                          | Sara Poidevin ‏              | 103                         |
| 76                          | Magdeleine Vallieres ‏       | 60                          |
| 77                          | جورجيا وليامز               | 39                          |

| جامبو فيسما للسيدات ‏ TJV | جامبو فيسما للسيدات ‏ TJV | جامبو فيسما للسيدات ‏ TJV |
| ------------------------ | ------------------------ | ------------------------ |
| م                        | عداء                     | مرتبة                    |
| 81                       | آنا هندرسون              | 27                       |
| 82                       | Amber Kraak ‏             | 22                       |
| 83                       | Coryn Labecki            | 112                      |
| 84                       | ريجان ماركوس (طريق)      | 4                        |
| 85                       | Noemi Rüegg ‏             | 68                       |
| 86                       | Eva van Agt ‏             | 42                       |
| 87                       | ماريان فوس               | 26                       |

| Liv AlUla Jayco ‏ BEX | Liv AlUla Jayco ‏ BEX    | Liv AlUla Jayco ‏ BEX |
| -------------------- | ----------------------- | -------------------- |
| م                    | عداء                    | مرتبة                |
| 91                   | كريستين فولكنر          | 28                   |
| 92                   | Teniel Campbell ‏ (طريق) | 107                  |
| 93                   | Georgie Howe ‏           | 101                  |
| 94                   | نينا كيسلر              | لم يبدأ-5            |
| 95                   | Amber Pate ‏             | 49                   |
| 96                   | أني سانستيبان           | 18                   |
| 97                   | Urška Žigart ‏           | 40                   |

| ليف ريسينغ ‏ LIV | ليف ريسينغ ‏ LIV                 | ليف ريسينغ ‏ LIV |
| --------------- | ------------------------------- | --------------- |
| م               | عداء                            | مرتبة           |
| 101             | Caroline Andersson ‏             | 33              |
| 102             | Rachele Barbieri ‏               | لم يبدأ-4       |
| 103             | مارغريتا فيكتوريا غارسيا (طريق) | 9               |
| 104             | Tereza Neumanová ‏ (طريق)        | 90              |
| 105             | Katia Ragusa ‏                   | 79              |
| 106             | Silke Smulders ‏                 | 63              |
| 107             | Quinty Ton ‏                     | 57              |

| St. Michel–Preference Home–Auber93 (women's team) ‏ AUB | St. Michel–Preference Home–Auber93 (women's team) ‏ AUB | St. Michel–Preference Home–Auber93 (women's team) ‏ AUB |
| ------------------------------------------------------ | ------------------------------------------------------ | ------------------------------------------------------ |
| م                                                      | عداء                                                   | مرتبة                                                  |
| 111                                                    | Simone Boilard ‏                                        | 66                                                     |
| 112                                                    | Coralie Demay ‏                                         | 31                                                     |
| 113                                                    | Camille Fahy ‏                                          | لم يكمل السباق-5                                       |
| 114                                                    | روكسان فورنييه                                         | لم يبدأ-5                                              |
| 115                                                    | Dilyxine Miermont ‏                                     | 36                                                     |
| 116                                                    | Olivia Onesti ‏                                         | 95                                                     |
| 117                                                    | Margot Pompanon ‏                                       | 83                                                     |

| فريق كوجياس ميتلر لوك برو للدراجات ‏ CGS | فريق كوجياس ميتلر لوك برو للدراجات ‏ CGS | فريق كوجياس ميتلر لوك برو للدراجات ‏ CGS |
| --------------------------------------- | --------------------------------------- | --------------------------------------- |
| م                                       | عداء                                    | مرتبة                                   |
| 121                                     | Claire Steels ‏                          | 15                                      |
| 122                                     | تمارا بالابولينا ‏                       | 29                                      |
| 123                                     | Sofia Collinelli ‏                       | لم يبدأ-5                               |
| 124                                     | Elizabeth Stannard ‏                     | 43                                      |
| 125                                     | آنا كيزنهوفر                            | 59                                      |
| 126                                     | إيلينا بيروني                           | 93                                      |
| 127                                     | Hannah Buch ‏                            | 114                                     |

| تيم كوب هايتك بوردكتس ‏ HPU | تيم كوب هايتك بوردكتس ‏ HPU | تيم كوب هايتك بوردكتس ‏ HPU |
| -------------------------- | -------------------------- | -------------------------- |
| م                          | عداء                       | مرتبة                      |
| 131                        | Stine Dale ‏                | 77                         |
| 132                        | Georgia Danford‏            | 120                        |
| 133                        | Sigrid Ytterhus Haugset ‏   | 53                         |
| 134                        | Kerry Jonker ‏              | لم يكمل السباق-5           |
| 135                        | Tiril Jørgensen ‏           | لم يكمل السباق-5           |
| 136                        | NOR                        | لم يكمل السباق-4           |
| 137                        | Josie Nelson ‏              | لم يبدأ-7                  |

| انيكات سايكلنج تيم ‏ EIC | انيكات سايكلنج تيم ‏ EIC | انيكات سايكلنج تيم ‏ EIC |
| ----------------------- | ----------------------- | ----------------------- |
| م                       | عداء                    | مرتبة                   |
| 141                     | Andrea Alzate‏           | 54                      |
| 142                     | Isabel Martín ‏          | 108                     |
| 143                     | Laura Ruiz Pérez ‏       | 85                      |
| 144                     | Lucia Ruiz Pérez ‏       | 38                      |
| 145                     | Marina Varenyk‏          | 109                     |
| 146                     | Carolina Vargas‏         | 37                      |
| 147                     | Aranza Villalón ‏        | 64                      |

| بيزكايا دورانجو ‏ BDP | بيزكايا دورانجو ‏ BDP   | بيزكايا دورانجو ‏ BDP |
| -------------------- | ---------------------- | -------------------- |
| م                    | عداء                   | مرتبة                |
| 151                  | Daniela Campos ‏ (طريق) | لم يبدأ-4            |
| 152                  | لوسيا غونزاليس بلانكو  | 50                   |
| 153                  | Ana Vitória Magalhães ‏ | 81                   |
| 154                  | Eukene Larrarte ‏       | 111                  |
| 155                  | Irene Mendez‏           | 61                   |
| 156                  | Sofia Rodríguez ‏       | 117                  |
| 157                  | Catalina Soto ‏         | 80                   |

| لابورال كوتكسا فونداسيون يوسكادي ‏ LKF | لابورال كوتكسا فونداسيون يوسكادي ‏ LKF | لابورال كوتكسا فونداسيون يوسكادي ‏ LKF |
| ------------------------------------- | ------------------------------------- | ------------------------------------- |
| م                                     | عداء                                  | مرتبة                                 |
| 161                                   | Yurani Blanco ‏                        | 56                                    |
| 162                                   | Idoia Eraso ‏                          | 67                                    |
| 163                                   | Ariana Gilabert ‏                      | 65                                    |
| 164                                   | Usoa Ostolaza ‏                        | لم يبدأ-5                             |
| 165                                   | Nadia Quagliotto ‏                     | 30                                    |
| 166                                   | Laura Rodriguez ‏                      | لم يكمل السباق-6                      |
| 167                                   | Alba Teruel Ribes ‏                    | 58                                    |

| بيبينك ‏ BPK | بيبينك ‏ BPK            | بيبينك ‏ BPK      |
| ----------- | ---------------------- | ---------------- |
| م           | عداء                   | مرتبة            |
| 171         | Letizia Brufani‏        | 113              |
| 172         | Andrea Casagranda ‏     | 92               |
| 173         | Nora Jenčušová ‏ (طريق) | 98               |
| 174         | Prisca Savi‏            | لم يكمل السباق-3 |
| 175         | Giorgia Vettorello ‏    | 70               |
| 176         | Matilde Vitillo ‏       | 89               |
| 177         | Silvia Zanardi ‏        | 82               |

| ماسي تكتيك تيم للسيدات ‏ MAT | ماسي تكتيك تيم للسيدات ‏ MAT | ماسي تكتيك تيم للسيدات ‏ MAT |
| --------------------------- | --------------------------- | --------------------------- |
| م                           | عداء                        | مرتبة                       |
| 181                         | Valeria Valgonen ‏           | 46                          |
| 182                         | Cécile Lejeune ‏             | لم يكمل السباق-2            |
| 183                         | Aurela Nerlo ‏               | لم يكمل السباق-6            |
| 184                         | Adele Normand‏               | 72                          |
| 185                         | Miryam Núñez ‏               | 110                         |
| 186                         | Patricia Ortega Ruiz ‏       | 105                         |
| 187                         | Vera Vilaca‏                 | 97                          |

| Soltec Team ‏ STC | Soltec Team ‏ STC       | Soltec Team ‏ STC |
| ---------------- | ---------------------- | ---------------- |
| م                | عداء                   | مرتبة            |
| 191              | Isabella Escalera ‏     | لم يكمل السباق-5 |
| 192              | Manuela Mureșan‏ (طريق) | 125              |
| 193              | Andrea Soldevilla‏      | لم يكمل السباق-3 |
| 194              | Fiona Mangan ‏          | 99               |
| 195              | Mariana Líbano‏         | لم يكمل السباق-3 |
| 196              | Romana Slavinec ‏       | لم يكمل السباق-5 |
| 197              | Liubov Malervein‏       | 121              |

| ريو مييرا - كانتابريا ديبورتي ‏ RMC | ريو مييرا - كانتابريا ديبورتي ‏ RMC | ريو مييرا - كانتابريا ديبورتي ‏ RMC |
| ---------------------------------- | ---------------------------------- | ---------------------------------- |
| م                                  | عداء                               | مرتبة                              |
| 201                                | Mercedes Carmona Ramos‏             | 87                                 |
| 202                                | Marina Garau Roca ‏                 | 122                                |
| 203                                | Belen Gonzalez‏                     | لم يكمل السباق-5                   |
| 204                                | Susana Perez Conejero‏              | 86                                 |
| 205                                | Andrea Perez‏                       | لم يكمل السباق-6                   |
| 206                                | POR                                | لم يكمل السباق-5                   |
| 207                                | Andrea Velasco‏                     | لم يكمل السباق-5                   |

| فرتو-بي تي سي ‏ FAR | فرتو-بي تي سي ‏ FAR       | فرتو-بي تي سي ‏ FAR |
| ------------------ | ------------------------ | ------------------ |
| م                  | عداء                     | مرتبة              |
| 211                | أريادنا غوتيريز          | 74                 |
| 212                | Mandana Dehghan ‏         | 116                |
| 213                | Agata Flis‏               | 126                |
| 214                | Lina Svarinska ‏          | لم يكمل السباق-5   |
| 215                | Maria Del Pilar Jimenez ‏ | لم يكمل السباق-5   |
| 216                | Daria Fomina‏             | 96                 |
| 217                | Azulde Britz‏             | لم يكمل السباق-5   |

| سوبيلا ومنز تيم ‏ SWT | سوبيلا ومنز تيم ‏ SWT      | سوبيلا ومنز تيم ‏ SWT |
| -------------------- | ------------------------- | -------------------- |
| م                    | عداء                      | مرتبة                |
| 221                  | Maria Banlles Santamaria ‏ | لم يكمل السباق-6     |
| 222                  | Nahia Imaz‏                | لم يكمل السباق-3     |
| 223                  | Sarah Kastenhuber‏         | 124                  |
| 224                  | USA                       | 119                  |
| 225                  | Muskilda Olortiz‏          | OTL-1                |
| 226                  | Laia Puigdefabregas‏       | لم يكمل السباق-6     |
| 227                  | Agustina Reyes‏            | لم يكمل السباق-6     |

| موفيستار للسيدات ‏ MOV | موفيستار للسيدات ‏ MOV    | موفيستار للسيدات ‏ MOV |
| --------------------- | ------------------------ | --------------------- |
| م                     | عداء                     | مرتبة                 |
| 1                     | أود بيانيك               | 84                    |
| 2                     | Emma Norsgaard           | 73                    |
| 3                     | ليان ليبرت (طريق)        | 21                    |
| 4                     | فلورتجي ماكايج           | 62                    |
| 5                     | Lourdes Oyarbide ‏        | 102                   |
| 6                     | Paula Patiño ‏            | 34                    |
| 7                     | أنيميك فان فليوتن (طريق) | 1                     |

| إس دي وركس ‏ SDW | إس دي وركس ‏ SDW     | إس دي وركس ‏ SDW |
| --------------- | ------------------- | --------------- |
| م               | عداء                | مرتبة           |
| 11              | Niamh Fisher-Black ‏ | 20              |
| 12              | فيمكا ماركوس        | 91              |
| 13              | مارلين رويسر        | 23              |
| 14              | Marie Schreiber ‏    | 94              |
| 15              | إيلينا سيتشيني      | 78              |
| 16              | Blanka Vas ‏ (طريق)  | 75              |
| 17              | ديمي فوليرينغ       | 2               |

| Lidl–Trek (women's team) ‏ TFS | Lidl–Trek (women's team) ‏ TFS | Lidl–Trek (women's team) ‏ TFS |
| ----------------------------- | ----------------------------- | ----------------------------- |
| م                             | عداء                          | مرتبة                         |
| 21                            | Elynor Bäckstedt ‏             | 115                           |
| 22                            | ليزا كلاين                    | 106                           |
| 23                            | Lizzie Deignan                | 47                            |
| 24                            | Ilaria Sanguineti ‏            | 118                           |
| 25                            | Gaia Realini ‏                 | 3                             |
| 26                            | أماندا سبرات                  | 11                            |
| 27                            | تايلر وايلز                   | 104                           |

| كانيون–إس آر إيه إم ‏ CSR | كانيون–إس آر إيه إم ‏ CSR  | كانيون–إس آر إيه إم ‏ CSR |
| ------------------------ | ------------------------- | ------------------------ |
| م                        | عداء                      | مرتبة                    |
| 31                       | Ricarda Bauernfeind ‏      | 5                        |
| 32                       | Elise Chabbey ‏            | 24                       |
| 33                       | كلو ديجيرت                | لم يبدأ-6                |
| 34                       | كاتارزينا نيفيادوما       | 10                       |
| 35                       | Pauliena Rooijakkers ‏     | 51                       |
| 36                       | Agnieszka Skalniak-Sójka ‏ | 55                       |
| 37                       | Alice Towers ‏ (طريق)      | 35                       |

| FDJ–Suez ‏ FST | FDJ–Suez ‏ FST   | FDJ–Suez ‏ FST |
| ------------- | --------------- | ------------- |
| م             | عداء            | مرتبة         |
| 41            | Loes Adegeest ‏  | 14            |
| 42            | مارتا كافالي    | 13            |
| 43            | Clara Copponi ‏  | 88            |
| 44            | Marie Le Net ‏   | 71            |
| 45            | Évita Muzic ‏    | 6             |
| 46            | غلاديس فيرهلست ‏ | 69            |
| 47            | جادي فيل        | 32            |

| يو أي أيه تيم ‏ UAD | يو أي أيه تيم ‏ UAD  | يو أي أيه تيم ‏ UAD |
| ------------------ | ------------------- | ------------------ |
| م                  | عداء                | مرتبة              |
| 51                 | Karolina Kumięga ‏   | 100                |
| 52                 | Olivia Baril ‏       | 19                 |
| 53                 | يوجينة بوجاك (طريق) | 76                 |
| 54                 | Mikayla Harvey ‏     | 48                 |
| 55                 | Alena Ivanchenko ‏   | 25                 |
| 56                 | إيريكا ماجندي       | 8                  |
| 57                 | Silvia Persico ‏     | 12                 |

| فريق سنويب للسيدات ‏ DSM | فريق سنويب للسيدات ‏ DSM | فريق سنويب للسيدات ‏ DSM |
| ----------------------- | ----------------------- | ----------------------- |
| م                       | عداء                    | مرتبة                   |
| 61                      | Francesca Barale ‏       | 41                      |
| 62                      | Léa Curinier ‏           | 45                      |
| 63                      | Charlotte Kool ‏         | لم يكمل السباق-4        |
| 64                      | جولييت لابوس            | 7                       |
| 65                      | Esmée Peperkamp ‏        | 16                      |
| 66                      | Maeve Plouffe ‏          | 123                     |
| 67                      | Elise Uijen ‏            | 44                      |

| EF Education–Tibco–SVB ‏ TIB | EF Education–Tibco–SVB ‏ TIB | EF Education–Tibco–SVB ‏ TIB |
| --------------------------- | --------------------------- | --------------------------- |
| م                           | عداء                        | مرتبة                       |
| 71                          | Femke Beuling ‏              | 127                         |
| 73                          | Veronica Ewers ‏             | 17                          |
| 74                          | Kathrin Hammes ‏             | 52                          |
| 75                          | Sara Poidevin ‏              | 103                         |
| 76                          | Magdeleine Vallieres ‏       | 60                          |
| 77                          | جورجيا وليامز               | 39                          |

| جامبو فيسما للسيدات ‏ TJV | جامبو فيسما للسيدات ‏ TJV | جامبو فيسما للسيدات ‏ TJV |
| ------------------------ | ------------------------ | ------------------------ |
| م                        | عداء                     | مرتبة                    |
| 81                       | آنا هندرسون              | 27                       |
| 82                       | Amber Kraak ‏             | 22                       |
| 83                       | Coryn Labecki            | 112                      |
| 84                       | ريجان ماركوس (طريق)      | 4                        |
| 85                       | Noemi Rüegg ‏             | 68                       |
| 86                       | Eva van Agt ‏             | 42                       |
| 87                       | ماريان فوس               | 26                       |

| Liv AlUla Jayco ‏ BEX | Liv AlUla Jayco ‏ BEX    | Liv AlUla Jayco ‏ BEX |
| -------------------- | ----------------------- | -------------------- |
| م                    | عداء                    | مرتبة                |
| 91                   | كريستين فولكنر          | 28                   |
| 92                   | Teniel Campbell ‏ (طريق) | 107                  |
| 93                   | Georgie Howe ‏           | 101                  |
| 94                   | نينا كيسلر              | لم يبدأ-5            |
| 95                   | Amber Pate ‏             | 49                   |
| 96                   | أني سانستيبان           | 18                   |
| 97                   | Urška Žigart ‏           | 40                   |

| ليف ريسينغ ‏ LIV | ليف ريسينغ ‏ LIV                 | ليف ريسينغ ‏ LIV |
| --------------- | ------------------------------- | --------------- |
| م               | عداء                            | مرتبة           |
| 101             | Caroline Andersson ‏             | 33              |
| 102             | Rachele Barbieri ‏               | لم يبدأ-4       |
| 103             | مارغريتا فيكتوريا غارسيا (طريق) | 9               |
| 104             | Tereza Neumanová ‏ (طريق)        | 90              |
| 105             | Katia Ragusa ‏                   | 79              |
| 106             | Silke Smulders ‏                 | 63              |
| 107             | Quinty Ton ‏                     | 57              |

| St. Michel–Preference Home–Auber93 (women's team) ‏ AUB | St. Michel–Preference Home–Auber93 (women's team) ‏ AUB | St. Michel–Preference Home–Auber93 (women's team) ‏ AUB |
| ------------------------------------------------------ | ------------------------------------------------------ | ------------------------------------------------------ |
| م                                                      | عداء                                                   | مرتبة                                                  |
| 111                                                    | Simone Boilard ‏                                        | 66                                                     |
| 112                                                    | Coralie Demay ‏                                         | 31                                                     |
| 113                                                    | Camille Fahy ‏                                          | لم يكمل السباق-5                                       |
| 114                                                    | روكسان فورنييه                                         | لم يبدأ-5                                              |
| 115                                                    | Dilyxine Miermont ‏                                     | 36                                                     |
| 116                                                    | Olivia Onesti ‏                                         | 95                                                     |
| 117                                                    | Margot Pompanon ‏                                       | 83                                                     |

| فريق كوجياس ميتلر لوك برو للدراجات ‏ CGS | فريق كوجياس ميتلر لوك برو للدراجات ‏ CGS | فريق كوجياس ميتلر لوك برو للدراجات ‏ CGS |
| --------------------------------------- | --------------------------------------- | --------------------------------------- |
| م                                       | عداء                                    | مرتبة                                   |
| 121                                     | Claire Steels ‏                          | 15                                      |
| 122                                     | تمارا بالابولينا ‏                       | 29                                      |
| 123                                     | Sofia Collinelli ‏                       | لم يبدأ-5                               |
| 124                                     | Elizabeth Stannard ‏                     | 43                                      |
| 125                                     | آنا كيزنهوفر                            | 59                                      |
| 126                                     | إيلينا بيروني                           | 93                                      |
| 127                                     | Hannah Buch ‏                            | 114                                     |

| تيم كوب هايتك بوردكتس ‏ HPU | تيم كوب هايتك بوردكتس ‏ HPU | تيم كوب هايتك بوردكتس ‏ HPU |
| -------------------------- | -------------------------- | -------------------------- |
| م                          | عداء                       | مرتبة                      |
| 131                        | Stine Dale ‏                | 77                         |
| 132                        | Georgia Danford‏            | 120                        |
| 133                        | Sigrid Ytterhus Haugset ‏   | 53                         |
| 134                        | Kerry Jonker ‏              | لم يكمل السباق-5           |
| 135                        | Tiril Jørgensen ‏           | لم يكمل السباق-5           |
| 136                        | NOR                        | لم يكمل السباق-4           |
| 137                        | Josie Nelson ‏              | لم يبدأ-7                  |

| انيكات سايكلنج تيم ‏ EIC | انيكات سايكلنج تيم ‏ EIC | انيكات سايكلنج تيم ‏ EIC |
| ----------------------- | ----------------------- | ----------------------- |
| م                       | عداء                    | مرتبة                   |
| 141                     | Andrea Alzate‏           | 54                      |
| 142                     | Isabel Martín ‏          | 108                     |
| 143                     | Laura Ruiz Pérez ‏       | 85                      |
| 144                     | Lucia Ruiz Pérez ‏       | 38                      |
| 145                     | Marina Varenyk‏          | 109                     |
| 146                     | Carolina Vargas‏         | 37                      |
| 147                     | Aranza Villalón ‏        | 64                      |

| بيزكايا دورانجو ‏ BDP | بيزكايا دورانجو ‏ BDP   | بيزكايا دورانجو ‏ BDP |
| -------------------- | ---------------------- | -------------------- |
| م                    | عداء                   | مرتبة                |
| 151                  | Daniela Campos ‏ (طريق) | لم يبدأ-4            |
| 152                  | لوسيا غونزاليس بلانكو  | 50                   |
| 153                  | Ana Vitória Magalhães ‏ | 81                   |
| 154                  | Eukene Larrarte ‏       | 111                  |
| 155                  | Irene Mendez‏           | 61                   |
| 156                  | Sofia Rodríguez ‏       | 117                  |
| 157                  | Catalina Soto ‏         | 80                   |

| لابورال كوتكسا فونداسيون يوسكادي ‏ LKF | لابورال كوتكسا فونداسيون يوسكادي ‏ LKF | لابورال كوتكسا فونداسيون يوسكادي ‏ LKF |
| ------------------------------------- | ------------------------------------- | ------------------------------------- |
| م                                     | عداء                                  | مرتبة                                 |
| 161                                   | Yurani Blanco ‏                        | 56                                    |
| 162                                   | Idoia Eraso ‏                          | 67                                    |
| 163                                   | Ariana Gilabert ‏                      | 65                                    |
| 164                                   | Usoa Ostolaza ‏                        | لم يبدأ-5                             |
| 165                                   | Nadia Quagliotto ‏                     | 30                                    |
| 166                                   | Laura Rodriguez ‏                      | لم يكمل السباق-6                      |
| 167                                   | Alba Teruel Ribes ‏                    | 58                                    |

| بيبينك ‏ BPK | بيبينك ‏ BPK            | بيبينك ‏ BPK      |
| ----------- | ---------------------- | ---------------- |
| م           | عداء                   | مرتبة            |
| 171         | Letizia Brufani‏        | 113              |
| 172         | Andrea Casagranda ‏     | 92               |
| 173         | Nora Jenčušová ‏ (طريق) | 98               |
| 174         | Prisca Savi‏            | لم يكمل السباق-3 |
| 175         | Giorgia Vettorello ‏    | 70               |
| 176         | Matilde Vitillo ‏       | 89               |
| 177         | Silvia Zanardi ‏        | 82               |

| ماسي تكتيك تيم للسيدات ‏ MAT | ماسي تكتيك تيم للسيدات ‏ MAT | ماسي تكتيك تيم للسيدات ‏ MAT |
| --------------------------- | --------------------------- | --------------------------- |
| م                           | عداء                        | مرتبة                       |
| 181                         | Valeria Valgonen ‏           | 46                          |
| 182                         | Cécile Lejeune ‏             | لم يكمل السباق-2            |
| 183                         | Aurela Nerlo ‏               | لم يكمل السباق-6            |
| 184                         | Adele Normand‏               | 72                          |
| 185                         | Miryam Núñez ‏               | 110                         |
| 186                         | Patricia Ortega Ruiz ‏       | 105                         |
| 187                         | Vera Vilaca‏                 | 97                          |

| Soltec Team ‏ STC | Soltec Team ‏ STC       | Soltec Team ‏ STC |
| ---------------- | ---------------------- | ---------------- |
| م                | عداء                   | مرتبة            |
| 191              | Isabella Escalera ‏     | لم يكمل السباق-5 |
| 192              | Manuela Mureșan‏ (طريق) | 125              |
| 193              | Andrea Soldevilla‏      | لم يكمل السباق-3 |
| 194              | Fiona Mangan ‏          | 99               |
| 195              | Mariana Líbano‏         | لم يكمل السباق-3 |
| 196              | Romana Slavinec ‏       | لم يكمل السباق-5 |
| 197              | Liubov Malervein‏       | 121              |

| ريو مييرا - كانتابريا ديبورتي ‏ RMC | ريو مييرا - كانتابريا ديبورتي ‏ RMC | ريو مييرا - كانتابريا ديبورتي ‏ RMC |
| ---------------------------------- | ---------------------------------- | ---------------------------------- |
| م                                  | عداء                               | مرتبة                              |
| 201                                | Mercedes Carmona Ramos‏             | 87                                 |
| 202                                | Marina Garau Roca ‏                 | 122                                |
| 203                                | Belen Gonzalez‏                     | لم يكمل السباق-5                   |
| 204                                | Susana Perez Conejero‏              | 86                                 |
| 205                                | Andrea Perez‏                       | لم يكمل السباق-6                   |
| 206                                | POR                                | لم يكمل السباق-5                   |
| 207                                | Andrea Velasco‏                     | لم يكمل السباق-5                   |

| فرتو-بي تي سي ‏ FAR | فرتو-بي تي سي ‏ FAR       | فرتو-بي تي سي ‏ FAR |
| ------------------ | ------------------------ | ------------------ |
| م                  | عداء                     | مرتبة              |
| 211                | أريادنا غوتيريز          | 74                 |
| 212                | Mandana Dehghan ‏         | 116                |
| 213                | Agata Flis‏               | 126                |
| 214                | Lina Svarinska ‏          | لم يكمل السباق-5   |
| 215                | Maria Del Pilar Jimenez ‏ | لم يكمل السباق-5   |
| 216                | Daria Fomina‏             | 96                 |
| 217                | Azulde Britz‏             | لم يكمل السباق-5   |

| سوبيلا ومنز تيم ‏ SWT | سوبيلا ومنز تيم ‏ SWT      | سوبيلا ومنز تيم ‏ SWT |
| -------------------- | ------------------------- | -------------------- |
| م                    | عداء                      | مرتبة                |
| 221                  | Maria Banlles Santamaria ‏ | لم يكمل السباق-6     |
| 222                  | Nahia Imaz‏                | لم يكمل السباق-3     |
| 223                  | Sarah Kastenhuber‏         | 124                  |
| 224                  | USA                       | 119                  |
| 225                  | Muskilda Olortiz‏          | OTL-1                |
| 226                  | Laia Puigdefabregas‏       | لم يكمل السباق-6     |
| 227                  | Agustina Reyes‏            | لم يكمل السباق-6     |

## التصنيف العام النهائي
| التصنيف العام         | التصنيف العام            | التصنيف العام             | التصنيف العام  | التصنيف العام |
| المتسابقة             | المتسابقة                | الفريق                    | الوقت          |               |
| --------------------- | ------------------------ | ------------------------- | -------------- | ------------- |
| 1                     | أنيميك فان فليوتن        | موفيستار للسيدات ‏         | 19 س 00 د 11 ث |               |
| 2                     | ديمي فوليرينغ            | إس دي وركس ‏               | + 9 ث          |               |
| 3                     | Gaia Realini ‏            | Lidl–Trek (women's team) ‏ | + 2 د 41 ث     |               |
| 4                     | ريجان ماركوس             | جامبو فيسما للسيدات ‏      | + 3 د 36 ث     |               |
| 5                     | Ricarda Bauernfeind ‏     | كانيون–إس آر إيه إم ‏      | + 3 د 53 ث     |               |
| 6                     | Évita Muzic ‏             | FDJ–Suez ‏                 | + 4 د 24 ث     |               |
| 7                     | جولييت لابوس             | فريق سنويب للسيدات ‏       | + 4 د 27 ث     |               |
| 8                     | إيريكا ماجندي            | يو أي أيه تيم ‏            | + 4 د 46 ث     |               |
| 9                     | مارغريتا فيكتوريا غارسيا | ليف ريسينغ ‏               | + 6 د 31 ث     |               |
| 10                    | Katarzyna Niewiadoma     | كانيون–إس آر إيه إم ‏      | + 7 د 22 ث     |               |
|                       |                          |                           |                |               |
| مصدر: ProCyclingStats |                          |                           |                |               |

### تصنيف النقاط
| تصنيف النقاط          | تصنيف النقاط         | تصنيف النقاط              | تصنيف النقاط | تصنيف النقاط |
| المتسابقة             | المتسابقة            | الفريق                    | النقاط       |              |
| --------------------- | -------------------- | ------------------------- | ------------ | ------------ |
| 1                     | ماريان فوس           | جامبو فيسما للسيدات ‏      | 197 نقطة     |              |
| 2                     | ديمي فوليرينغ        | إس دي وركس ‏               | 142 نقطة     |              |
| 3                     | أنيميك فان فليوتن    | موفيستار للسيدات ‏         | 138 نقطة     |              |
| 4                     | Gaia Realini ‏        | Lidl–Trek (women's team) ‏ | 121 نقطة     |              |
| 5                     | ريجان ماركوس         | جامبو فيسما للسيدات ‏      | 101 نقطة     |              |
| 6                     | مارلين رويسر         | إس دي وركس ‏               | 65 نقطة      |              |
| 7                     | Évita Muzic ‏         | FDJ–Suez ‏                 | 58 نقطة      |              |
| 8                     | Emma Norsgaard       | موفيستار للسيدات ‏         | 58 نقطة      |              |
| 9                     | Katarzyna Niewiadoma | كانيون–إس آر إيه إم ‏      | 39 نقطة      |              |
| 10                    | جولييت لابوس         | فريق سنويب للسيدات ‏       | 38 نقطة      |              |
|                       |                      |                           |              |              |
| مصدر: ProCyclingStats |                      |                           |              |              |

### تصنيف الجبال
| تصنيف الجبال          | تصنيف الجبال         | تصنيف الجبال              | تصنيف الجبال | تصنيف الجبال |
| المتسابقة             | المتسابقة            | الفريق                    | النقاط       |              |
| --------------------- | -------------------- | ------------------------- | ------------ | ------------ |
| 1                     | Gaia Realini ‏        | Lidl–Trek (women's team) ‏ | 43 نقطة      |              |
| 2                     | ديمي فوليرينغ        | إس دي وركس ‏               | 41 نقطة      |              |
| 3                     | أنيميك فان فليوتن    | موفيستار للسيدات ‏         | 38 نقطة      |              |
| 4                     | Évita Muzic ‏         | FDJ–Suez ‏                 | 22 نقطة      |              |
| 5                     | Elise Chabbey ‏       | كانيون–إس آر إيه إم ‏      | 18 نقطة      |              |
| 6                     | أماندا سبرات         | Lidl–Trek (women's team) ‏ | 13 نقطة      |              |
| 7                     | Ricarda Bauernfeind ‏ | كانيون–إس آر إيه إم ‏      | 12 نقطة      |              |
| 8                     | إيريكا ماجندي        | يو أي أيه تيم ‏            | 12 نقطة      |              |
| 9                     | مارتا كافالي         | FDJ–Suez ‏                 | 10 نقطة      |              |
| 10                    | مارلين رويسر         | إس دي وركس ‏               | 8 نقطة       |              |
|                       |                      |                           |              |              |
| مصدر: ProCyclingStats |                      |                           |              |              |

## تصنيف الفرق

### الفرق حسب الوقت
| تصنيف الفرق حسب الوقت | تصنيف الفرق حسب الوقت               | تصنيف الفرق حسب الوقت | تصنيف الفرق حسب الوقت |
| الفريق                | الفريق                              | الوقت                 |                       |
| --------------------- | ----------------------------------- | --------------------- | --------------------- |
| 1                     | يو أي أيه تيم ‏                      | 56 س 39 د 07 ث        |                       |
| 2                     | FDJ–Suez ‏                           | + 6 د 00 ث            |                       |
| 3                     | كانيون–إس آر إيه إم ‏                | + 7 د 14 ث            |                       |
| 4                     | إس دي وركس ‏                         | + 18 د 05 ث           |                       |
| 5                     | موفيستار للسيدات ‏                   | + 24 د 58 ث           |                       |
| 6                     | جامبو فيسما للسيدات ‏                | + 30 د 10 ث           |                       |
| 7                     | فريق سنويب للسيدات ‏                 | + 31 د 45 ث           |                       |
| 8                     | Lidl–Trek (women's team) ‏           | + 37 د 01 ث           |                       |
| 9                     | Liv AlUla Jayco ‏                    | + 52 د 53 ث           |                       |
| 10                    | فريق كوجياس ميتلر لوك برو للدراجات ‏ | + 57 د 15 ث           |                       |
|                       |                                     |                       |                       |
| مصدر: ProCyclingStats |                                     |                       |                       |

## وصلات خارجية
- لمحة عن سباق سباق سيراتزيت تشالنج للسيدات 2023 على موقع  ProCyclingStats   (برو  سايكلنج  ستاتس) - إحصاءات  محترفي  الدراجات.
- سباق سيراتزيت تشالنج للسيدات 2023 على موقع إحصائيات الدراجات الإحترافية (الإنجليزية)